# Udo Kier
Udo Kierspe (Colònia, 14 d'octubre de 1944), conegut professionalment com Udo Kier, és un actor alemany. Conegut principalment com a actor de personatges, Kier ha aparegut en més de 220 pel·lícules tant en papers principals com secundaris a Europa, Canadà i Amèrica. Ha col·laborat amb cineastes reconeguts com Lars von Trier, Gus van Sant, Werner Herzog, Walerian Borowczyk, Kleber Mendonça Filho, Dario Argento, Charles Matton, Guy Maddin, Alexander Payne, i Paul Morrissey.

## Primers anys
Kier va néixer a Colònia, cap al final de la Segona Guerra Mundial. L'hospital on va néixer va ser bombardejat per les forces aliades moments després del seu naixement, i ell i la seva mare van haver de ser rescatats entre les runes. Va créixer sense un pare. En la seva joventut va ser escolanet i cantor. Es va traslladar a Londres als 18 anys per aprendre anglès.

## Carrera

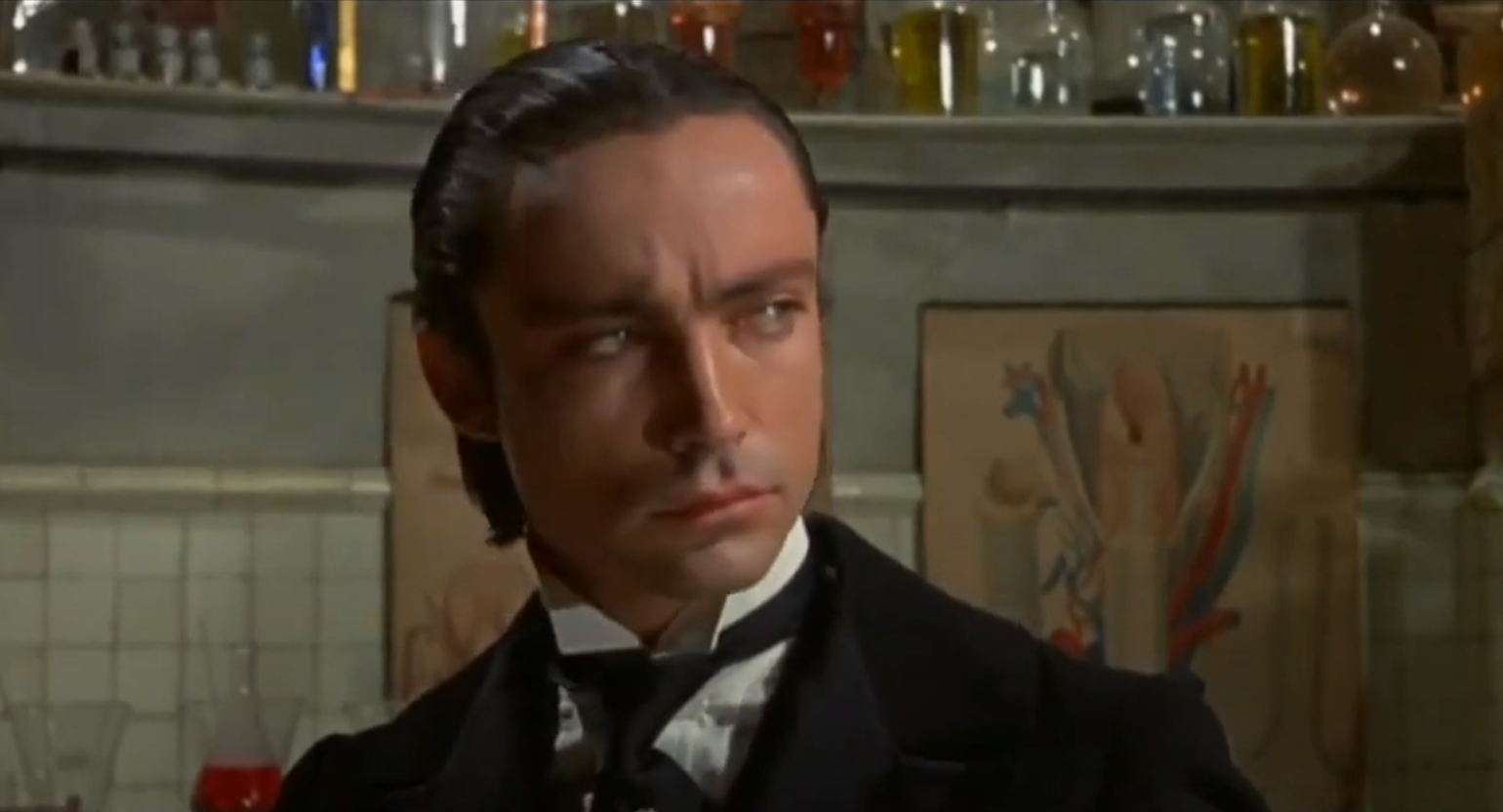
Kier a Flesh for Frankenstein

El 1966, Kier va ser seleccionat per al paper principal de la pel·lícula Road to St. Tropez. Un primer paper protagonista al Frankenstein d'Andy Warhol (1973) va donar lloc a protagonitzar una sèrie de pel·lícules d'art-house, de baix pressupost i de terror convencionals, incloses diverses de vampirs com Die Einsteiger (1985), Blade (1998), Vampirs moderns (1998), L'ombra del vampir (2000), Dracula 3000 i Bloodrayne (2005). També s'ha fet famós pel seu treball amb directors de culte, com ara Rainer Werner Fassbinder, Walerian Borowczyk, Gus Van Sant, Christoph Schlingensief, i Dario Argento (amb qui va protagonitzar Suspiria el 1977). També ha aparegut a gairebé totes les pel·lícules de Lars von Trier des de 1987 Epidemic (amb les excepcions d' Idioterne, The Boss of It All, Antichrist i The House That Jack Built).

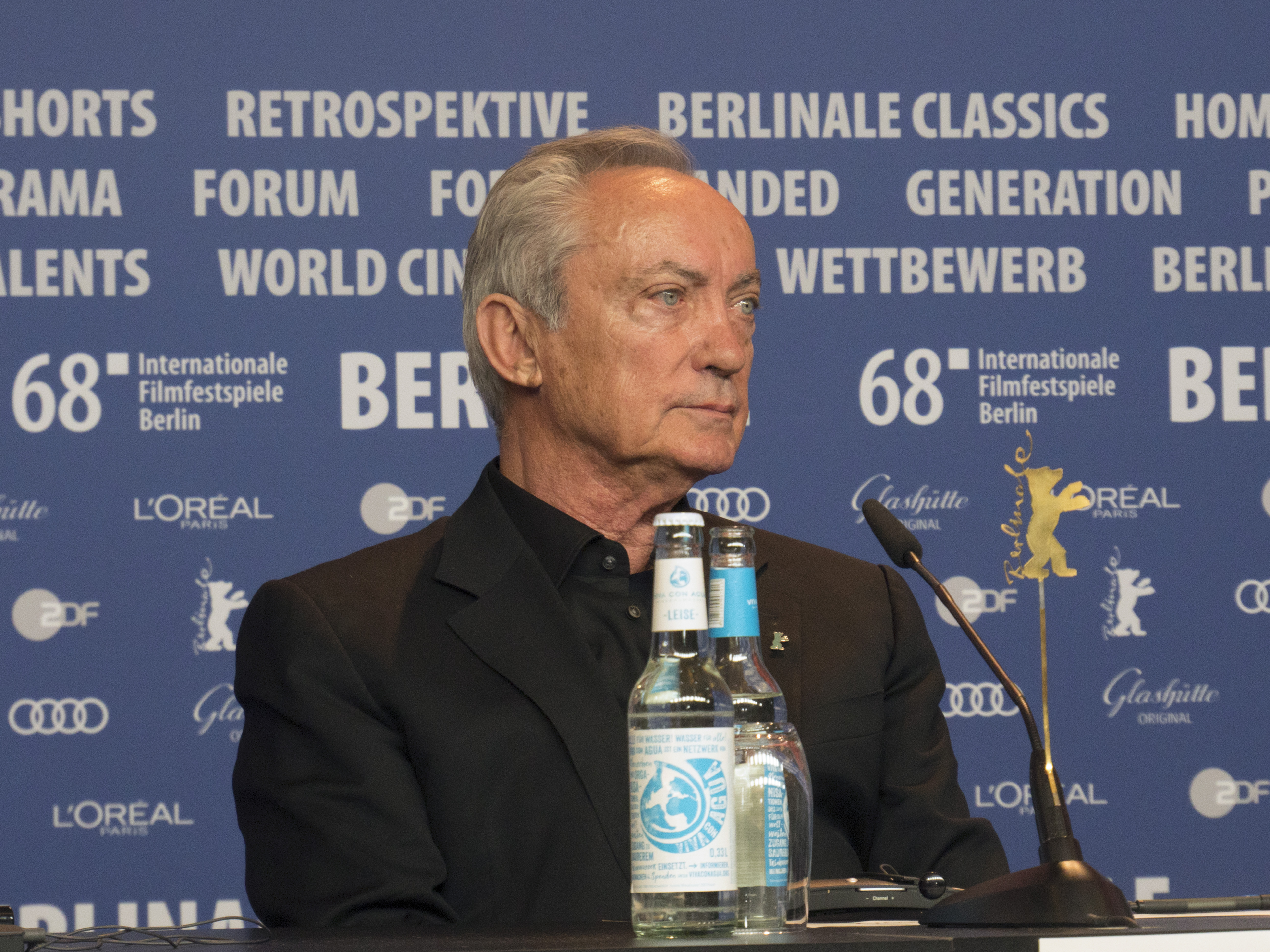
Kier en la conferència de premsa de Don't Worry, He Won't Get Far on Foot a la Berlinale 2018

Els seus papers més famosos de Hollywood inclouen la seva aparició com a Ron Camp a Ace Ventura: Pet Detective (1994), Curly a Barb Wire, com a psicòleg de vol de la NASA a Armageddon, com el vilà Lorenzini a Les aventures de Pinotxo i la seqüela de 1999 The New Adventures of Pinocchio, i com a Ralfi a Johnny Mnemonic. ETambé ha aparegut als vídeos musicals "Deeper and Deeper" de l'àlbum Erotica de Madonna, "Make Me Bad" de Korn, "Let Me Blow Ya Mind" d'Eve, i "Die Schöne und das Biest" de la banda alemanya dissolta Rauhfaser.
També ha treballat com a actor de veu, interpretant el psíquic Yuri (així com la veu de PsiCorps) al videojoc Command & Conquer: Red Alert 2 i a la seva expansió, Yuri's Revenge. També va posar la veu a The Music Master a Justice League, Herbert Ziegler a The Batman, Ivan Bahn a Metropia, Professor Pericles això cp, ima figura ombrívola a Scooby-Doo! Mystery Incorporated, Mister Toad a Beware the Batman, Warden a Axe Cop, Head Vampire Vampire a Major Lazer, Dylan Beekler's Backpack a Golan the Insatiable i Dr. Peter Straub a Call of Duty: WWII.
El 2012 es va rodar un documental sobre la seva vida i carrera titulat ICH-UDO...der Schauspieler Udo Kier per Arte, el canal de cultura franco-alemany. El 2013 aquest documental va guanyar el Festival de Nova York "Finalist Certificate".

## Vida personal
Kier és gai i ha estat obert sobre la seva homosexualitat tota la vida. "Ningú no em va preguntar mai sobre la meva sexualitat. Potser era obvi, però no va fer cap diferència perquè l'únic que importava era el paper que estava interpretant. Mentre fes una bona feina, a ningú li importava la meva sexualitat."
Es va traslladar a Palm Springs (Califòrnia), Estats Units, el 1991.

## Filmografia

### Pel·lícula
| Any  | Títol                                                       | Paper                                                           | Notes                                                        |
| ---- | ----------------------------------------------------------- | --------------------------------------------------------------- | ------------------------------------------------------------ |
| 1966 | Road to Saint Tropez                                        | Noi                                                             | Curtmetratge                                                 |
| 1968 | Schamlos                                                    | Alexander Pohlmann                                              |                                                              |
| 1969 | La stagione dei sensi                                       | Luca                                                            |                                                              |
| 1970 | Mark of the Devil                                           | Comte Christian von Meruh                                       |                                                              |
| 1971 | Oi Erotomaneis                                              | Tonis Theodorou                                                 |                                                              |
| 1972 | Provocation                                                 | Angelos                                                         |                                                              |
| 1972 | Anilikes amartoles                                          |                                                                 |                                                              |
| 1972 | The Salzburg Connection                                     | Anton                                                           |                                                              |
| 1973 | Flesh for Frankenstein                                      | Baron von Frankenstein                                          |                                                              |
| 1973 | Pan                                                         | Pilgrim of Death                                                |                                                              |
| 1974 | Blood for Dracula                                           | Count Dracula                                                   |                                                              |
| 1975 | The Last Word                                               | Raimund                                                         |                                                              |
| 1975 | Story of O                                                  | René                                                            |                                                              |
| 1976 | Exposé                                                      | Paul Martin                                                     |                                                              |
| 1976 | Goldflocken                                                 | Franzl                                                          |                                                              |
| 1976 | Spermula                                                    | Werner                                                          |                                                              |
| 1977 | Suspiria                                                    | Dr. Frank Mandel                                                |                                                              |
| 1977 | Belcanto oder Darf eine Nutte schluchzen?                   | Poulailler                                                      |                                                              |
| 1978 | The Fifth Commandment                                       | Peter Dümmel                                                    |                                                              |
| 1979 | The Third Generation                                        | Edgar Gast                                                      |                                                              |
| 1979 | Hungarian Rhapsody                                          | Poór                                                            |                                                              |
| 1980 | Deutschland Privat 1 - Eine Anthologie des Volksfilms       | Ell mateix                                                      | Documental                                                   |
| 1980 | Narcissus and Psyche                                        | Laci Tóth                                                       |                                                              |
| 1980 | Lulu                                                        | Jack l'esbudellador                                             |                                                              |
| 1981 | Docteur Jekyll et les femmes                                | Dr. Henry Jekyll                                                |                                                              |
| 1981 | Lola                                                        | Cambrer                                                         | Sense acreditar                                              |
| 1981 | Lili Marleen                                                | Drewitz                                                         |                                                              |
| 1983 | The Island of the Bloody Plantation                         | Hermano                                                         |                                                              |
| 1983 | The Roaring Fifties                                         | Fromm                                                           |                                                              |
| 1983 | Pankow '95                                                  | Johann Wolfgang Amadeus Zart                                    |                                                              |
| 1984 | Moscow on the Hudson                                        | Home gai del carrer                                             | Cameo sense acreditar                                        |
| 1985 | The Invincible                                              | Argon                                                           |                                                              |
| 1985 | Seduction: The Cruel Woman                                  | Gregor                                                          |                                                              |
| 1985 | de                                                          | Graf Frackstein                                                 |                                                              |
| 1986 | Egomania – Insel ohne Hoffnung                              | Baró Tante Teufel                                               |                                                              |
| 1987 | Epidemic                                                    | Ell mateix                                                      |                                                              |
| 1988 | Another Way: D-Kikan-Joho                                   | Hansman                                                         |                                                              |
| 1988 | Mother's Mask                                               | Herr Seidler                                                    |                                                              |
| 1989 | 100 Jahre Adolf Hitler – Die letzte Stunde im Führerbunker  | Adolf Hitler                                                    |                                                              |
| 1990 | Das deutsche Kettensägenmassaker                            | Jonny                                                           |                                                              |
| 1991 | My Own Private Idaho                                        | Hans                                                            |                                                              |
| 1991 | Europa                                                      | Lawrence Hartmann                                               |                                                              |
| 1992 | Terror 2000 – Intensivstation Deutschland                   | Jablo                                                           |                                                              |
| 1992 | Sex                                                         | Ell mateix                                                      | Vídeo documental                                             |
| 1993 | Josh and S.A.M.                                             | Salon Manager                                                   |                                                              |
| 1993 | For Love or Money                                           | Mr. Himmelman                                                   |                                                              |
| 1993 | Even Cowgirls Get the Blues                                 | Director comercial                                              |                                                              |
| 1993 | Three Shake-a-Leg Steps to Heaven                           | Edouard Müllendorf                                              |                                                              |
| 1994 | Ace Ventura: Pet Detective                                  | Ron Camp                                                        |                                                              |
| 1994 | Rotwang muß weg!                                            | Arthur Eigenrauch                                               |                                                              |
| 1995 | Schmetterling im Dunkeln                                    | Ell mateix                                                      | Curt documental                                              |
| 1995 | A Trick of Light                                            | Max Skladanowsky                                                |                                                              |
| 1995 | Johnny Mnemonic                                             | Ralfi                                                           |                                                              |
| 1995 | Ausgestorben                                                | York Cortex                                                     | Curtmetratge                                                 |
| 1995 | Over My Dead Body                                           | Killer                                                          |                                                              |
| 1995 | Paradise Framed                                             | Ell mateix                                                      |                                                              |
| 1995 | Extinct                                                     | York Cortex                                                     | Curtmetratge                                                 |
| 1995 | Dog Daze                                                    | Erich von Stroheim                                              | Curtmetratge                                                 |
| 1996 | United Trash                                                | General de l’ONU Werner Brenner                                 |                                                              |
| 1996 | Barb Wire                                                   | Curly                                                           |                                                              |
| 1996 | Breaking the Waves                                          | Sadistic Sailor                                                 |                                                              |
| 1996 | Lea                                                         | Block                                                           |                                                              |
| 1996 | Les aventures de Pinotxo (The Adventures of Pinocchio)      | Lorenzini                                                       |                                                              |
| 1997 | The End of Violence                                         | Zoltan Kovacs                                                   |                                                              |
| 1997 | Betty                                                       | Vincent Lord                                                    |                                                              |
| 1997 | Prince Valiant                                              | Sligon                                                          |                                                              |
| 1998 | Armageddon                                                  | Psicòleg                                                        |                                                              |
| 1998 | There's No Fish Food in Heaven                              | Rocky                                                           |                                                              |
| 1998 | Blade                                                       | Dragonetti                                                      |                                                              |
| 1998 | Life in the Fast Lane                                       | Rocky                                                           |                                                              |
| 1998 | Stingers                                                    | Ell mateix                                                      |                                                              |
| 1998 | Schuldig                                                    | Ell mateix                                                      |                                                              |
| 1998 | Immaculate Springs                                          | Ell mateix                                                      |                                                              |
| 1999 | Speak                                                       | Ell mateix                                                      |                                                              |
| 1999 | End of Days                                                 | Dr. Abel                                                        |                                                              |
| 1999 | History Is Made at Night                                    | Ivan Bliniak                                                    |                                                              |
| 1999 | Besat                                                       | Vincent                                                         |                                                              |
| 1999 | The Debtors                                                 | Personatge desconegut                                           |                                                              |
| 1999 | Unter den Palmen                                            | Ludwig                                                          |                                                              |
| 1999 | The New Adventures of Pinocchio                             | Madame Flambeau / Lorenzini                                     |                                                              |
| 2000 | Citizens of Perpetual Indulgence                            |                                                                 |                                                              |
| 2000 | Shadow of the Vampire                                       | Albin Grau                                                      |                                                              |
| 2000 | Dancer in the Dark                                          | Dr. Porkorny                                                    |                                                              |
| 2000 | Red Letters                                                 | George Kessler                                                  |                                                              |
| 2000 | Just One Night                                              | Walter Lert                                                     |                                                              |
| 2000 | Doomsdayer                                                  | Max Gast                                                        |                                                              |
| 2000 | Simon Says                                                  | Stuart Moss                                                     |                                                              |
| 2000 | Kanzler - Konig der Kannibalen                              | Ell mateix                                                      |                                                              |
| 2000 | Von Trier's 100 Eyes                                        | Ell mateix                                                      | Documental                                                   |
| 2001 | Critical Mass                                               | Samson                                                          |                                                              |
| 2001 | Invincible                                                  | Comte Helldorf                                                  |                                                              |
| 2001 | Double Deception                                            | Vincent                                                         |                                                              |
| 2001 | Die Gottesanbeterin                                         |                                                                 |                                                              |
| 2001 | Megiddo: The Omega Code 2                                   | The Guardian                                                    |                                                              |
| 2001 | Suspiria 25th Anniversary                                   | Ell mateix                                                      | Vídeo documental                                             |
| 2001 | All the Queen's Men                                         | General Landssdorf                                              |                                                              |
| 2001 | Revelation                                                  | Grand Master                                                    |                                                              |
| 2002 | Mark of the Devil Revisited                                 | Ell mateix                                                      | Video Curt documental                                        |
| 2002 | Auf Herz und Nieren                                         | Doc                                                             |                                                              |
| 2002 | Broken Cookies                                              |                                                                 | Director                                                     |
| 2002 | FeardotCom                                                  | Polidori                                                        |                                                              |
| 2002 | Korn: Deuce                                                 | Comandant                                                       | (episodi: "Make Me Bad"                                      |
| 2002 | Mrs Meitlemeihr                                             | Hitler / Mrs. Meitlemeihr                                       | Curtmetratge                                                 |
| 2002 | Pigs Will Fly                                               | Onkel Max                                                       |                                                              |
| 2003 | 10 Schritte                                                 | Ell mateix                                                      | Curtmetratge                                                 |
| 2003 | Dogville                                                    | The Man in the Coat                                             |                                                              |
| 2003 | Dogville Confessions                                        | Ell mateix                                                      | Documental, també especials agraïments                       |
| 2003 | Montewood Hollyverità                                       | Erich Mühsam                                                    | Vídeo curt                                                   |
| 2003 | Love Object                                                 | Radley                                                          |                                                              |
| 2003 | Gate to Heaven                                              | Joachim Nowak                                                   |                                                              |
| 2004 | Celluloid Horror                                            | Ell mateix                                                      | Documental                                                   |
| 2004 | Paranoia 1.0                                                | Derrick                                                         |                                                              |
| 2004 | Jargo                                                       | Jargos Vater                                                    |                                                              |
| 2004 | Sawtooth                                                    | Reverend Cain                                                   |                                                              |
| 2004 | Modigliani                                                  | Max Jacob                                                       |                                                              |
| 2004 | Evil Eyes                                                   | George                                                          |                                                              |
| 2004 | Evil Eyes: Behind the Scenes                                | Ell mateix                                                      | Video Curt documental                                        |
| 2004 | Egoshooter                                                  |                                                                 | (gràcies)                                                    |
| 2004 | Fear and Loathing in Austria                                | Ell mateix                                                      | Video Curt documental                                        |
| 2004 | Dracula 3000                                                | Capità Varna                                                    |                                                              |
| 2004 | Surviving Christmas                                         | Heinrich                                                        |                                                              |
| 2005 | Children of Wax                                             | P.                                                              |                                                              |
| 2005 | Headspace                                                   | Rev. Karl Hartman                                               |                                                              |
| 2005 | One More Round                                              | Lance Wallace                                                   |                                                              |
| 2005 | Wit's End                                                   | The Stranger                                                    |                                                              |
| 2005 | Manderlay                                                   | Mr. Kirspe                                                      |                                                              |
| 2005 | Anecdotes from 'Epidemic'                                   | Ell mateix - Actor                                              | Video Curt documental                                        |
| 2005 | Ban the Sadist Videos!                                      | Ell mateix                                                      | Vídeo Documental, Arxiu d’àudio                              |
| 2005 | BloodRayne                                                  | Regal Monk                                                      |                                                              |
| 2006 | Pray for Morning                                            | Edouard Leopold Edu                                             |                                                              |
| 2006 | Holly                                                       | Klaus                                                           |                                                              |
| 2006 | Fractured Skulls: The Making of Headspace                   | Ell mateix                                                      | Vídeo curt                                                   |
| 2006 | Crusade in Jeans                                            | Dr. Lawerence                                                   |                                                              |
| 2007 | Children of Wax                                             | P                                                               |                                                              |
| 2007 | Fall Down Dead                                              | Picasso Killer / Aaron Garvey                                   | També productor associat                                     |
| 2007 | Grindhouse                                                  | Franz Hess                                                      | Segment: "Werewolf Women of the SS"                          |
| 2007 | Halloween                                                   | Morgan Walker                                                   |                                                              |
| 2007 | Tell                                                        | Hermann Gessler                                                 |                                                              |
| 2007 | The Mother of Tears                                         | Father Johannes                                                 |                                                              |
| 2007 | Pars: Operation Cherry                                      | Klaus Kayman                                                    |                                                              |
| 2008 | Far Cry                                                     | Dr. Lucas Krieger                                               |                                                              |
| 2008 | 1½ Knights – In Search of the Ravishing Princess Herzelinde | Luipold Trumpf                                                  |                                                              |
| 2009 | Fear at 400 Degrees: The Cine-Excess of 'Suspiria'          | Dr. Frank Mandel                                                | Video Curt documental, arxiu d'àudio                         |
| 2009 | Lulu and Jimi                                               | Schultz                                                         |                                                              |
| 2009 | House of Boys                                               | Madame                                                          |                                                              |
| 2009 | Soul Kitchen                                                | Herr Jung                                                       |                                                              |
| 2009 | Metropia                                                    | Ivan Bahn                                                       | Voice                                                        |
| 2009 | Tattoos: A Scarred History                                  | Ell mateix                                                      | Documental                                                   |
| 2009 | My Son, My Son, What Have Ye Done?                          | Lee Meyers                                                      |                                                              |
| 2009 | Madonna: Celebration - The Video Collection                 | Udo                                                             | Video, (segments dels vídeos "Erotica" i "Deeper and Deeper" |
| 2009 | Memories of a Young Pianist                                 | Comte Dracula                                                   | Video Curt documental, arxiu d'àudio, no acreditat           |
| 2010 | Long Live the People of the Revolution                      | Ell mateix                                                      | Video                                                        |
| 2010 | Dimension (1991-2024)                                       | Ell mateix                                                      | Vídeo curt                                                   |
| 2010 | Video Nasties: Moral Panic, Censorship & Videotape          | Ell mateix                                                      | Documental, arxiu d'àudio                                    |
| 2010 | Das Leben ist zu lang                                       | Tabatabai                                                       |                                                              |
| 2011 | Die Blutgräfin                                              |                                                                 |                                                              |
| 2011 | Mondo Lux - Die Bilderwelten des Werner Schroeter           | Franzi                                                          | Documental, arxiu d'àudio                                    |
| 2011 | Keyhole                                                     | Dr. Lemke                                                       |                                                              |
| 2011 | Graf Karpatovicz and the Blonde Bite                        | Graf Karpatovicz                                                | Curtmetratge                                                 |
| 2011 | The Sky Has Four Corners                                    | Graf Karpatovicz                                                |                                                              |
| 2011 | Gorunmeyen                                                  | Bartok                                                          |                                                              |
| 2011 | Melancholia                                                 | Planejador de noces                                             |                                                              |
| 2011 | The Theatre Bizarre                                         | Peg Poett                                                       |                                                              |
| 2011 | UFO in Her Eyes                                             | Steve Frost                                                     |                                                              |
| 2011 | The Berlin Project                                          | Guru                                                            |                                                              |
| 2012 | ME-UDO ... Starring Udo Kier                                | Ell mateix - Host                                               | Curt documental                                              |
| 2012 | Iron Sky                                                    | Wolfgang Kortzfleisch                                           |                                                              |
| 2012 | The Lords of Salem                                          | Witchhunter                                                     |                                                              |
| 2012 | Making of 'Iron Sky'                                        | Ell mateix - Wolfgang Kortzfleisch                              | Video Curt documental                                        |
| 2012 | Unlocking Passages                                          | The Actor                                                       | Curtmetratge                                                 |
| 2012 | 10 PM Lincoln Boulevard                                     | Ell mateix                                                      | Video                                                        |
| 2013 | Night of the Templar                                        | Pare Paul                                                       |                                                              |
| 2013 | Heather's Dream                                             | Doctor                                                          | Curtmetratge                                                 |
| 2013 | Jodorowsky's Dune                                           | Ell mateix - Actor - Dune                                       | Documental, arxiu d'àudio                                    |
| 2013 | The Girl behind the White Picket Fence                      | The Shaman / The Doctor                                         |                                                              |
| 2013 | Nymphomaniac                                                | The Waiter                                                      |                                                              |
| 2014 | Arteholic                                                   | Ell mateix                                                      | Documental                                                   |
| 2014 | Beethoven's Treasure Tail                                   | The Real Fritz Bruchschnauser                                   |                                                              |
| 2014 | Mark of the Devil: Mark of the Times                        | Ell mateix                                                      | Video Documental                                             |
| 2014 | The Editor                                                  | Dr. Casini                                                      |                                                              |
| 2015 | Coconut Hero                                                | Mr. Morrow (Terapista)                                          |                                                              |
| 2015 | Get Well Soon: It's Love                                    | Home                                                            | Curtmetratge                                                 |
| 2015 | Hello, Dr. Jekyll: An Interview with Udo Kier               | Ell mateix                                                      | Video Curt documental, també especials agraïments            |
| 2015 | Johnny Walker                                               | Fyodor                                                          | Veu                                                          |
| 2015 | Shanzo (Teaser)                                             | Jago                                                            | Curtmetratge                                                 |
| 2015 | The 1000 Eyes of Dr. Maddin                                 | Ell mateix                                                      | Documental                                                   |
| 2015 | The Forbidden Room                                          | Comte Yugh / The Butler / The Dead Father / Guard / Farmacèutic |                                                              |
| 2015 | The Material Boy                                            | Ell mateix                                                      | Documental                                                   |
| 2015 | Twenty-Five Palms                                           | Ell mateix                                                      | Documental                                                   |
| 2015 | Zero                                                        | The Lord of the World                                           |                                                              |
| 2016 | Courier X                                                   | Nathan Vogel                                                    |                                                              |
| 2016 | Seances                                                     | Actor                                                           | Curtmetratge                                                 |
| 2016 | Brother                                                     | Frank Solek                                                     |                                                              |
| 2017 | Downsizing                                                  | Joris Konrad                                                    |                                                              |
| 2017 | Hitler's Hollywood                                          | Narrador (USA version)                                          | Documental                                                   |
| 2017 | Brawl in Cell Block 99                                      | Placid Man                                                      |                                                              |
| 2017 | Instant Dreams                                              | Ell mateix                                                      | Documental, arxiu d'àudio                                    |
| 2018 | I Knew Andy Warhol                                          | Ell mateix                                                      | Video Curt documental                                        |
| 2018 | American Animals                                            | Mr. Van Der Hoek                                                |                                                              |
| 2018 | Don't Worry, He Won't Get Far on Foot                       | George                                                          |                                                              |
| 2018 | Daughter of Mine                                            | Bruno                                                           |                                                              |
| 2018 | Ulysses: A Dark Odyssey                                     | Alcyde                                                          |                                                              |
| 2018 | The House That Jack Built                                   |                                                                 |                                                              |
| 2018 | Ballad of a Righteous Merchant                              | Ell mateix                                                      | Documental                                                   |
| 2018 | Puppet Master: The Littlest Reich                           | André Toulon                                                    |                                                              |
| 2018 | Dragged Across Concrete                                     | Friedrich                                                       |                                                              |
| 2018 | The Mountain                                                | Frederick                                                       |                                                              |
| 2019 | American Exit                                               | Anton                                                           |                                                              |
| 2019 | Iron Sky: The Coming Race                                   | Wolfgang Kortzfleisch                                           |                                                              |
| 2019 | Holy Beasts                                                 | Henry                                                           |                                                              |
| 2019 | Bacurau                                                     | Michael                                                         |                                                              |
| 2019 | The Barefoot Emperor                                        | Dr. Otto Kroll                                                  |                                                              |
| 2019 | The Painted Bird                                            | Miller                                                          |                                                              |
| 2019 | 13 Tracks to Frighten Agatha Black                          | Opening Narration                                               |                                                              |
| 2019 | Skin Walker                                                 | Claus                                                           |                                                              |
| 2019 | Bacurau no Mapa                                             | Ell mateix                                                      | Documental                                                   |
| 2020 | Goy                                                         |                                                                 | (gràcies)                                                    |
| 2020 | Last Moment of Clarity                                      | Ivan                                                            |                                                              |
| 2020 | Schlingensief: A Voice That Shook the Silence               | Ell mateix                                                      | Documental, arxiu d'àudio                                    |
| 2020 | Backstage: The Making Of The Theatre Bizarre                | Ell mateix                                                      | Video Documental                                             |
| 2021 | Haymaker                                                    | Furst                                                           |                                                              |
| 2021 | The Blazing World                                           | Lained                                                          |                                                              |
| 2021 | Swan Song                                                   | Pat Pitsenbarger                                                |                                                              |
| 2021 | Chompy & The Girls                                          | Veu de Chompy                                                   | Completat                                                    |
| TBA  | The Ark: An Iron Sky Story                                  | Grand Master                                                    | Post-producció                                               |
| TBA  | My Neighbor, Adolf                                          | Mr. Herzog                                                      | Post-producció                                               |
| TBA  | Hollywood Celebrity                                         | Ell mateix                                                      | Documental, Filming, arxiu d'àudio                           |

### Televisió
| Any        | Títol                                                        | Paper                                         | Notes                                                                                   |
| ---------- | ------------------------------------------------------------ | --------------------------------------------- | --------------------------------------------------------------------------------------- |
| 1973       | Sonderdezernat K1                                            | Harry Gätjens                                 | Episodi: "Kassensturz um Mitternacht"                                                   |
| 1973       | Joseph Balsamo                                               | Gilbert                                       | Minisèrie                                                                               |
| 1977       | Bolwieser                                                    | Schafftaler                                   | Telefilm                                                                                |
| 1979       | Phantomas Phantastico                                        | Ell mateix                                    | Telefilm documental                                                                     |
| 1980       | Berlin Alexanderplatz                                        | Jove al bar                                   | 2 episodis                                                                              |
| 1986       | Der Fahnder                                                  | Uli Weber                                     | Episodi: "Ein König ohne Reich"                                                         |
| 1986       | Kir Royal                                                    | Holger                                        | Episodi: "Adieu Clairef"                                                                |
| 1988       | Medea                                                        | Jason                                         | Telefilm                                                                                |
| 1991       | Trier's Element                                              | Ell mateix (Cannes 1991 Footage)              | Telefilm Documental, no acreditat                                                       |
| 1991       | The Making of "Europa"                                       | Ell mateix / Lawrence Hartmann                | Telefilm Documental                                                                     |
| 1992       | Tod eines Weltstars                                          | Weltstar Udo Kier                             | Telefilm                                                                                |
| 1993       | Red Shoe Diaries                                             | Dissenyador de moda                           | Episodi: "Runaway"                                                                      |
| 1993       | Seaquest DSV                                                 | Dr. Guy Peche                                 | Episodi "Give me Liberté"                                                               |
| 1993       | Udo Kier - From A to A                                       | Ell mateix                                    | Telefilm Documental                                                                     |
| 1993       | Jack Reed: Badge of Honor                                    | Giles Marquette                               | Telefilm                                                                                |
| 1994       | Boulevard Bio                                                | Ell mateix                                    | Episodi: "25 January 1994"                                                              |
| 1994       | Doppelter Einsatz                                            | König                                         | Episodi "Feuerzauber"                                                                   |
| 1994–1997  | The Kingdom                                                  | Åge Krüger / Little Brother                   | Minisèries                                                                              |
| 1996       | Tracey Takes On...                                           | Chauffeur                                     | Episodi "Death"                                                                         |
| 1996       | Nash Bridges                                                 | Wolfgang Herzog                               | Episodi "Aloha Nash"                                                                    |
| 1996       | Willemsens Woche                                             | Ell mateix                                    | Episodi: "4 October 1996"                                                               |
| 1996, 1999 | The Sentinel                                                 | Klaus Zeller                                  | 2 episodes                                                                              |
| 1996, 2009 | Tatort                                                       | Beethoven / Hans-Rudi Dreher                  | 2 episodis                                                                              |
| 1997       | Bagom Riget II og Lars von Trier: Instruktoren holder fridag | Ell mateix, Lillebror, Aage Kruger            | Telefilm Documental, no acreditat                                                       |
| 1997       | The Making of 'Prinz Eisenherz'                              | Ell mateix                                    | Television curt documental                                                              |
| 1997       | Talk 2000                                                    | Ell mateix                                    | 2 episodis                                                                              |
| 1998       | Viper                                                        | Erich Geiger                                  | Episodi "Double Team"                                                                   |
| 1998       | V.I.P.                                                       | Viktor Balek                                  | Episodi "What to Do with Vallery When You're Deam"                                      |
| 1998       | Modern Vampires                                              | Vincent                                       | Telefilm                                                                                |
| 1998       | Miss Diamond                                                 | Buhler                                        | Telefilm                                                                                |
| 1998       | Nina - Vom Kinderzimmer ins Bordell                          | Bongo                                         | Telefilm                                                                                |
| 1998       | Ice                                                          | Dr. Norman Kistler                            | Telefilm                                                                                |
| 1998-1999  | Die Harold Schmidt Show                                      | Ell mateix                                    | 2 episodis                                                                              |
| 1999       | Final Run                                                    | Reddick, Train Control Supervisor             | Telefilm                                                                                |
| 2000       | Fear, Panic & Censorship                                     | Ell mateix                                    | Telefilm Documental, arxiu d'àudio                                                      |
| 2001       | Andy Warhol: The Complete Picture                            | Ell mateix                                    | Minisèrie documental per televisió                                                      |
| 2001       | Zimmer frei!                                                 | Ell mateix                                    | Episodi: "Udo Kier"                                                                     |
| 2002       | Justice League                                               | The Music Master (veu)                        | Episodi: "Legends" parts I and II                                                       |
| 2002       | He Sees You When You're Sleeping                             | Hans Kramer                                   | Telefilm                                                                                |
| 2003       | Betty - Schon wie der Tod                                    | Georg Wasserberg                              | Telefilm                                                                                |
| 2003       | Die Johannes B. Kerner Show                                  | Ell mateix                                    | Episodi: "16 December 2003"                                                             |
| 2003       | NDR Talk Show                                                | Ell mateix                                    | Episodi: "19 December 2003"                                                             |
| 2003-2007  | Morgenmagazin                                                | Ell mateix                                    | 2 episodis                                                                              |
| 2004       | Into the Night with...                                       | Ell mateix                                    | Episodi: "Udo Kier und Grayson Perry"                                                   |
| 2004       | The Batman                                                   | Bert (veu)                                    | Episode: "Q & A"                                                                        |
| 2004       | 30 Days Until I'm Famous                                     | Barry Davis                                   | Telefilm                                                                                |
| 2004-2005  | Beckmann                                                     | Ell mateix                                    | 2 episodis                                                                              |
| 2005       | 3 Wild Angels                                                | Richard Voss                                  | 4 episodis                                                                              |
| 2005       | Masters of Horror                                            | Bellinger                                     | Episodi: "John Carpenter's Cigarette Burns"                                             |
| 2005-2007  | 4 Against Z                                                  | Zanrelot                                      | 41 episodis                                                                             |
| 2006       | Alfredissimo! - Kochen mit Bio                               | Ell mateix - Cook                             | Episodi: "Spaghetti mit Kokosmilch, Zitronengras und Garnelen/Thunfisch in Sesamkruste" |
| 2006       | Polizeiruf 110                                               | Heinrich Zermahlen                            | Episodi: "Mit anderen Augen"                                                            |
| 2006       | Unser Reigen                                                 | Ell mateix                                    | Telefilm Documental                                                                     |
| 2006       | 13 Graves                                                    | Debro                                         | Telefilm                                                                                |
| 2007       | Wolf, Bar & Co.                                              | Ell mateix                                    | Episodi: "Hollywood-Star tauft Schneeleopardenbaby"                                     |
| 2007       | Leute heute                                                  | Ell mateix                                    | Episodi: "15 August 2007"                                                               |
| 2007       | Herman & Tietjen                                             | Ell mateix                                    | Episodi: "17 August 2007"                                                               |
| 2008       | III nach neun                                                | Ell mateix                                    | Episodi: "25 January 2008"                                                              |
| 2008       | Thadeusz                                                     | Ell mateix                                    | 1 episode                                                                               |
| 2010       | Chuck                                                        | Otto Van Vogel                                | Episodi: "Chuck Versus the Role Models"                                                 |
| 2010–2013  | Scooby-Doo! Mystery Incorporated                             | Professor Pericles, Shadowy Figure (veus)     | 17 episodis                                                                             |
| 2011       | Borgia                                                       | Papa Innocent VIII                            | 3 episodis                                                                              |
| 2011       | Cinemassacre's Monster Madness                               | Morgan Walker                                 | Episodi: "Halloween Remakes", arxiu d'àudio                                             |
| 2012       | Evening Urgant                                               | Ell mateix - Guest                            | Episodi: "Udo Kier/Aleksei Némov/Leningrad"                                             |
| 2013–2014  | Beware the Batman                                            | Mister Toad (veu)                             | 4 episodis                                                                              |
| 2013-2014  | Welcome to the Basement                                      | Hans / Lee Meyers / Psychologist / Ell mateix | 3 episodis, arxiu d'àudio                                                               |
| 2014       | Hubertusjagd                                                 | Ell mateix                                    | Episodi: "Los Angeles"                                                                  |
| 2014       | Brisant                                                      | Ell mateix                                    | Episodi: "1 July 2014"                                                                  |
| 2014       | Kino Kino                                                    | Ell mateix                                    | Episodi: "Unterwegs mit Udo Kier"                                                       |
| 2014       | Too Young to Die                                             | Ell mateix - Actor                            | Episodi: "River Phoenix, der scheue Star"                                               |
| 2015       | Altes Geld                                                   | Rauchensteiner / Rolf / Father                | 9 episodis                                                                              |
| 2015       | Willkommen Osterreich                                        | Ell mateix                                    | Episodi: "Die 283. Sendung: Nena & Udo Kier"                                            |
| 2015       | Axe Cop                                                      | Warden (veu)                                  | Episodi: "Heads Will Roll"                                                              |
| 2015       | Major Lazer                                                  | Head Vampire Vampire (veu)                    | Episodi: "Vampire Weekend"                                                              |
| 2015       | Golan the Insatiable                                         | Dylan Beekler's Backpack (veu)                | Episodi: "Pilot"                                                                        |
| 2017       | Funny or Die Presents                                        | Admiral Codi                                  | Episodi: "Storm: A Star Wars Indie"                                                     |
| 2019       | M - Eine Stadt sucht einen Morder                            | Mann im Fuchspelz                             | 6 episodis                                                                              |
| 2021       | Hunters                                                      | Actor                                         | Episodi: #2.01                                                                          |

### Videojocs
| Any  | Títol                                                         | Paper                      | Notes                                                            |
| ---- | ------------------------------------------------------------- | -------------------------- | ---------------------------------------------------------------- |
| 1996 | The Adventures of Pinocchio                                   | Lorenzini (veu)            | Agrupat sota "From the feature film The Adventures of Pinocchio" |
| 2000 | Command & Conquer: Red Alert 2                                | Yuri, PsyCorps (veus)      | Agrupat sota "In-Game voices"                                    |
| 2001 | Command & Conquer: Yuri's Revenge                             | Yuri                       | Agrupat sota "Movie Cast"                                        |
| 2008 | 1 1/2 Knights: In Search of the Ravishing Princess Herzelinde | Count Luipold Trumpf (veu) | Agrupat sota "Voice Actors"                                      |
| 2017 | Call of Duty: WWII                                            | Dr. Straub (veu)           | Agrupat sota "Nazi Zombies Cast"                                 |

### Vídeos musicals
- Madonna: Erotica (1992) - Partyguest
- Madonna: Deeper and Deeper (1992) - Lover
- Goo Goo Dolls: Naked (1996) - Ell mateix
- Supertramp: You Win, I Lose (1997) - Partyguest
- Rauhfaser: Die Schone und das Biest (1999) - Der Freier
- Korn: Make Me Bad (2000) - Ell mateix
- Eve feat. Gwen Stefani: Let Me Blow Ya Mind (2001) - Partyguest
- RMB: Deep Down Below (2001) - Dr. Wagner
- Terranova: Prayer (2012) - Ell mateix - Musician

### Banda sonora
- My Own Private Idaho (1991) - (lletres: "Mr. Klein" "Der Adler" / (intèrpret: "Mr. Klein", "Der Adler")
- House of Boys (2009) - (intèrpret: "Ratte im Kellernest", "Fur mich soll's rote Rosen regnen")
- UFO in Her Eyes (2011) - (intèrpret: "Wild Is the Wind"
- Welcome to the Basement (2013-2014) - (intèrpret i autor - 3 episodis - "Der Adler")